# Jean-Louis Fournier

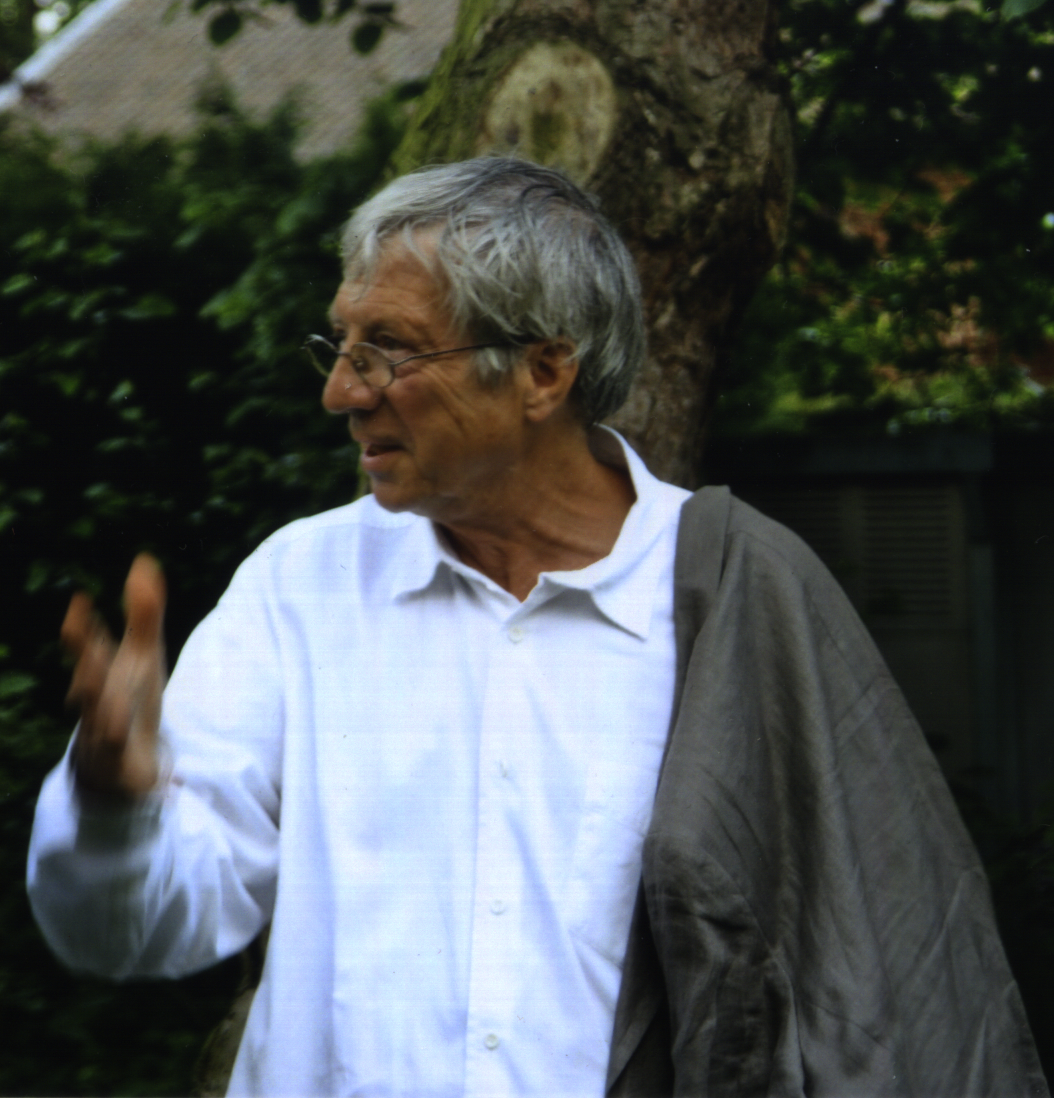
Jean-Louis Fournier

Jean-Louis Fournier (* 19. Dezember 1938 in Calais) ist ein französischer Schriftsteller, Humorist und Regisseur.
Fournier arbeitete zeitweise mit seinem Freund Pierre Desproges zusammen.
In seinem wohl bekanntesten Buch, Où on va, papa?, das 2009 unter dem Titel Wo fahren wir hin, Papa? in deutscher Sprache erschien, berichtet er von seinem Leben mit den beiden geistig und körperlich behinderten Söhnen Mathieu und Thomas und von seiner Verzweiflung darüber, dass keine Kommunikation mit diesen Kindern möglich ist. Das Buch war 2008 ein Bestseller in Frankreich und erhielt den Prix Femina. Für den Prix Goncourt wurde es nominiert.

## Werke (Auswahl)
- Umgebracht hat er keinen, dtv 2010
- Zu Hause in Nordfrankreich, in Blau, weiß, rot. Frankreich erzählt. Hg. Olga Mannheimer. dtv, München 2017, ISBN 3-423-26152-8 S. 308f. Übers. von Susanne Röckel aus Ma mère du Nord, 2015